# Myotragus balearicus
La capra delle caverne balearica (Myotragus balearicus, "capra topo delle Baleari") è un membro estinto della sottofamiglia Caprinae, vissuto sulle isole di Maiorca e Minorca fino a 5.000 anni fa. Fu inizialmente creduto una specie di capra, ma recenti studi hanno dimostrato una parentela più stretta con gli ovidi.

## Descrizione
La prima cosa che attira l'attenzione, in questo animale, è la sua testa: le orbite oculari non sono rivolte ai lati, come nella maggior parte dei mammiferi erbivori, bensì frontalmente, il che consentiva a questi animali una visione stereoscopica. La mandibola ospitava due incisivi a crescita continua, tipici dei roditori e dei lagomorfi, ma assenti negli ungulati, mentre la mascella mancava totalmente di incisivi; gli altri denti erano molari e premolari. il muso, rispetto al resto del cranio era piuttosto corto e simile a quello dei lagomorfi; sulla testa, infine, erano presenti in entrambi i sessi due corte corna.
Si è ipotizzato che le corte e tozze corna sui crani degli scheletri ritrovati altro non fossero che basi ossee per corna più lunghe, ma non sono stati scoperti reperti che confermassero le supposizioni.
Il Myotragus balearicus era alto al massimo mezzo metro al garrese e pesava fra i 50 ed i 70 kg.
Le zampe erano munite di quattro dita, delle quali solo due erano utilizzate per camminare; rispetto alla mole dell'animale, le zampe erano piuttosto corte, il che ne faceva un animale piuttosto lento. La sua lentezza non costituiva un problema serio, poiché sulle isole a quei tempi non vi erano grandi predatori terrestri.
Sul quarto posteriore del dorso presentavano una pronunciata gibbosità, mentre il quarto posteriore tendeva a declinare verso il basso.
La coda era piuttosto lunga rispetto agli altri caprini.

## Origini
I caratteri unici sviluppati da Myotragus balearicus erano una conseguenza di un processo evolutivo cominciato dopo l'arrivo dei progenitori di questi animali sulle isole; in un isolamento simile, le specie di ungulati tendono a diminuire di dimensioni, mentre al contrario roditori e lagomorfi aumentano la loro taglia (come Hypnomys, una specie di ghiro gigante che viveva nello stesso habitat di Myotragus).
Inoltre, in caso di assenza di predatori nel territorio, gli animali perdono gli adattamenti alla predazione che contraddistinguono i loro progenitori della terraferma; la diffidenza, la capacità cranica (come accaduto anche in Homo floresiensis, una specie pigmea di ominide), o (nel caso di Myotragus) la capacità di correre velocemente e l'acquisizione della visione stereoscopica, utile per calcolare le distanze, ma non per individuare i predatori.
Recenti analisi del DNA ed osservazioni di antichi fossili (Myotragus pepgonellae, vissuto su Maiorca nel Pliocene) indicano che il Myotragus, pur non essendo un brucatore, discendeva proprio da animali che brucavano.
I parenti più prossimi di questo animale sono infatti risultati essere gli ovini, come il Nesogoral sardo di Pliocene e Pleistocene, od il Gallogoral francese (possibile antenato terrestre di Nesogoral e Myotragus).
Il progenitore comune di Nesogoral e Myotragus colonizzò la Sardegna e Maiorca circa 6 milioni di anni fa, quando il Mediterraneo era una grande distesa di sale a causa della chiusura dello Stretto di Gibilterra. Con l'apertura dello stretto ed il riempimento del bacino, molte popolazioni animali rimasero isolate sulle neonate isole mediterranee, sulle quali cominciarono ad evolversi separatamente.
Inoltre, il passaggio da un clima temperato a uno di carattere mediterraneo costrinse gli animali erbivori come il Myotragus a cambiare drasticamente le loro abitudini di vita per sopravvivere.
Inizialmente, i Myotragus colonizzarono solamente l'isola di Maiorca; infatti, su Ibiza cominciò ad evolversi uno strano ecosistema privo di mammiferi terrestri, mentre su Minorca si evolse una specie di coniglio gigante che occupò la medesima nicchia. Quando il livello del mare scese nuovamente durante l'era glaciale, Maiorca e Minorca si unirono ed i Myotragus rimpiazzarono i grandi lagomorfi di Minorca.
Le due isole tornarono a separarsi, infine, nell'Olocene.

## Alimentazione
In base a quanto dedotto dai resti fossili di questi animali, è risultato che i Myotragus balearicus erano erbivori che brucavano il fogliame, come le odierne capre.
Da recenti studi di paleoclimatologia e paleobotanica è emerso che, ai tempi in cui questo animale viveva, le Baleari erano praticamente ricoperte per intero da una fitta vegetazione boschiva, e le zone prative erano praticamente assenti; in questi boschi, quindi, il Myotragus si muoveva solitario od in piccoli gruppi.

## Riproduzione
Non si conosce molto sulle abitudini riproduttive di questa specie: nel 1999, nella zona nordoccidentale di Maiorca, fu rinvenuto uno scheletro completo di un cucciolo nato da poco.
Dagli studi condotti su questo scheletro si è notato che i cuccioli nascevano già ben formati ed abbastanza grossi rispetto alla madre, e probabilmente potevano camminare già poco dopo la nascita.
Sembra che la maturità sessuale giungesse abbastanza presto, all'incirca ad un anno o due d'età.
Essendo quello mediterraneo un clima stagionale, è probabile che la riproduzione seguisse dei cicli, con un periodo degli amori ed uno delle nascite; tuttavia, è probabile che a quei tempi tali differenze stagionali non fossero così marcate, ed è quindi molto arduo tracciare un profilo preciso del periodo riproduttivo di questa specie.
La presenza delle corna lascia presupporre che i maschi le usassero per combattere fra loro nel periodo riproduttivo; d'altro canto, l'assenza di dimorfismo sessuale indicherebbe che i maschi non formavano harem da difendere.
Piuttosto che combattere "testa contro testa" (come molti ungulati), i Myotragus probabilmente tendevano a mirare ai fianchi dell'avversario, come fanno molte piccole antilopi.

## Estinzione
In base agli studi condotti si è concluso che i tre mammiferi terrestri nativi di Maiorca (Myotragus, Hypnomys ed il toporagno gigante Nesiotites) scomparvero tutti in un corto periodo di tempo molto breve, durante il terzo millennio a.C.
Questa estinzione improvvisa è stata attribuita ai cambiamenti climatici ed all'arrivo dei primi uomini alle Baleari.
I primi colonizzatori avevano una cultura neolitica, anche se continuarono a vivere nelle caverne, abbondantissime sull'isola. In queste caverne sono state rinvenute numerosissime ossa animali, in particolare quelle di Myotragus, con evidenti segni di masticazione e spolpamento. Il fatto eclatante è che gli animali non arrivavano morti nelle caverne, ma sembra che in qualche modo venissero tenuti vivi per qualche tempo nella caverna: lo si capisce dal fatto che le corna di alcuni di loro vennero segate, e presentavano segni di ricrescita.
Questo è un chiaro segno che i loro carcerieri avevano intenzione di addomesticare questi animali, cosa che però non avvenne probabilmente a causa dei lenti ritmi riproduttivi di questa specie od alla mancata riproduzione in cattività; infatti nelle caverne sono stati ritrovati unicamente resti di individui adulti.
Il colpo finale al fragile equilibrio delle Baleari fu dato dall'introduzione di specie alloctone come cane, capra, mucca, maiale, che competevano con i Myotragus per il cibo, ed a volte predavano direttamente questi animali.